# 日語文法
日语具有规则黏着的主宾动（SOV）语序，既有生产性成分也有固定的成分。在语言类型学中，它具有许多与漢藏語言和大多数欧洲语言不同的特征。其词组均是中心语后置的，而其复合句均为左分支结构的。 有许多主賓動語序，属于话题优先语言。

## 特色

### 助詞
日语的名词与印欧语系的名词不同，它们本身没有语尾变化来表示格位，以提示与其他词之间的关系。相反，日语中担当这个功能的是助词，它们没有语尾变化并且不能独立存在。
助詞可以擔當英語中介詞的功能：
 （在海裡游泳。）
也可以表達類似格位的功能：
類似屬格： 《竹取物語》（是月宮的人。）
類似主格：（水好冷。）
也可擔當類似英語中連接詞，甚至是傳達說話者語氣的功能：
 《枕草子》（如果想開門，就進去啊！）
但同一個助詞的功能可以很多元，比如說：
（走路慢。）
（我想要書。）
這裡的助詞是代替這種形式名詞來被動詞修飾，所以被稱為，意為它有具有準體言（定義見下面的品詞）的功能，跟前面類似屬格的功能是不同的；類似的，第二句的是提示形容詞所描述的對象，並非同前面的例子一樣是提示主語。總結來說，日語助詞的使用方式是無法簡單的與格位、介係詞等等的印歐語言概念直接對應，它們反而是自成一系而成為日語的特色。

### 话题优先
和是很常拿來表示主語的助詞，但是實際上兩者是有區別的，如以下的句子：
 （卡拉揚16日，於奧地利，薩爾茲堡郊外的自宅去世。）
 （卡拉揚1908年，於奧地利薩爾茲堡，作為一位外科醫生的次男而出生。）
第一段句子單純敘述卡拉揚去世的事實；但第二句是想針對卡拉揚進行說明。同樣的差異可以在下面這段句子中體現出來：
 （夏天日長夜短。）
提示整句的主題是，但只是表達跟是形容詞描述的對象。所以日語的確是一個話題優先語言，透過去提示說話的主題（源於助詞於上古日語中強調與區別的本意）。所以下面這兩段句子：
 （你看，月亮出來了。）
 （啊!下雨了!。）
如果它們的被取代的話，整段句子會變得不太自然。

### 省略主语
日語就像中文，可以視情境和上下文省略主語，如下面的對話：
A：  (這不就是八面玲瓏偽善女的因果報應嗎？阿，這些話是NG的所以喔．．．)
B： （恩，知道了喔！）
情境上這兩個人在背後談論別人的是非。B向A傳達「我知道啦！因為這些話不太好聽所以不能傳出去。」時，主語已經非常明顯，並不需像英文"I know!"那樣必須寫出主詞。

## 句子・詞組・單字
文章由句子构成，而句子又是词组构成的，词组是最小的连贯成分。像汉语和古典韩语一样，书面日语通常不会用空格来划分单词；其黏着性进一步使單詞的概念与英语中的词不同。听者通过语义提示和词组结构方面知识来将词与词分开。词组有一个含义词，后面跟着一串後綴、助動詞和助词以修饰其含义并指定其语法作用。在以下示例中，词组由竖线分开：
 taiyō ga | higashi no | sora ni | noboru
sun SUBJECT | east POSSESSIVE | sky LOCATIVE | rise
太阳在东面的天空中升起来。
一些学者通过在词组边界中插入空格来对日语句子进行罗马化（即“taiyō-ga higashi-no sora-ni noboru”），将整个词组视为一个单词。这代表了一个单词结束和下一个单词开始的几乎纯粹的语音学概念。采用这种方法一定程度上是有效的：在音位學中，后置助词与它们之前的结构词汇合并，在音位词组中，音调可以有至多一次下降。然而通常语法学家还是采用更传统的单词的概念，认为单词产生意义和句子结构。

## 词类
在语言学中，一般来说，词和词缀通常分为两个主要词类：实词，用于谈语篇以外的世界的词，和虚词——用于根据语法规则造句。实词包括名词、动词、形容词、副词，有时还包括前置介词和后置介词，而虚词就是指其他所有的词。日本国内对日语语法的学术研究似乎也支持这种分类观点。在日语中使用 jiritsugo表示实词，使用 fuzokugo表示虚词。
古典日语中有一些助动词（補助動詞，为自立语），在现代日语中语法化为词尾变化，例如过去时态后缀（有可能变为）。
橋本進吉提出了一种与上述不同的词语类别系统。 自立语有以下类别。
用言，有活用的词类

体言，没有活用的词类

附属语也可以分为无活用的一类，包括和（量詞），和有活用的一类，包括。语言学家对上述术语的英语翻译没有广泛的一致意见。

### 对形容动词的界定方法的争议
上原 (1998)观察到日本语法学家对某些词语“活用”的标准看法不一，特别是形容動詞（な形容词）。（像“书”和“山”这样的名词没有活用，い形容词有活用都是毫无争议的。）说な形容词有活用的依据是音节だ（通常认为是“连系动词”）确实是一个后缀（活用）。因而 hon（书）产生了单个词构成的句子， honda（it is a book）不是两个词hon da构成的句子。但是，许多结构似乎与后缀系词的主张不符。
(1) 重复强调
 'See, it is a book!'
 'See, it is pretty!'
 'See, it is old!' (the adjectival inflection -i cannot be left off)
 'See, it does go!' (the verbal inflection -u cannot be left off)
(2) 提问。在日语中通过附加助词か来构成疑问句（或者在口语中，可以仅通过改变语调来构成疑问）。
 'Is it a book? ; Is it pretty?'
 'Is it old? ; Does it go?' (the inflections cannot be left off)
(3) 一些助动词，如，'looks like it's'
 'It seems to be a book; It seems to be pretty'
 'It seems to be old; It seems to go'
经过以上造句，上原 (1998)考虑到い形容词与动词的句法模式相同，而形容动词与纯名词的模式相同，发现系词确实是独立的单词。
同样，Eleanor Jorden也认为，这类词的一种名词，不是形容词，在她编的教材《Japanese: The Spoken Language》中称为na-nominal。
少数情况下新动词是通过在名词后附加 -ru或把一个词的词尾用其替换创造的。这种方法最常用于借用词，会得到一个混合片假名（词干）和平假名（词形变化的词尾），这种词其他情况下几乎不会出现。 通常出现在口语中，最常见的例子是 sabo-ru（跷课）（约1920年），来自 sabotāju（sabotage），其他常见例子有 memo-ru（写memo），来自 memo（memo），还有 misu-ru（犯错误）来自 misu（mistake）。对于已经以 ru结尾的借用词，结尾的 ru就会构成双关语，如 gugu-ru（to google），来自Google，以及 dabu-ru（to double），来自 daburu（double）。
新形容词非常罕见；例如 kiiro-i（黄色的），来自形容动词 kiiro，较新的口语有 kimo-i（真恶心）, 是 kimochi waru-i（心情不好）的简略说法。 相比之下，上古日语中的 -shiki形容词（现在以 -shi-i结尾的い形容词的前身，以前属于另一个词类）是开放词类，反映在诸如 ita-ita-shi-i（非常可怜），来自形容词 ita-i（痛），而 kō-gō-shi-i（神圣的），来自名词 kami（神）（发音有变化）。日语形容词因其为封闭词类却数量众多（约700个形容词）而与众不同，大多数形容词是封闭词类的语言的形容词数量都很少。 一些人认为这来自于从语境系统到时态系统的语法变化，而形容词的产生在该变化之前。
い形容词的活用与动词的活用相似，这一点与存在形容词变形的西方语言中的形容词不同，那些语言中的形容词的变化与名词的变格更可能有相似之处。从英语的角度来看动词和形容词关系紧密是很罕见的，但在其他语言中一般很常见，而且日语形容词可以看作一种静态动词。
日语词汇有大量的汉语借词，这些词几乎都经历了上千年，但几乎没有动词和い形容词是汉语借词——借来的词都是名词，有些是动词性名词（する）还有些是形容动词（な）。除了基本的 动词性名词 + する 形式，词根是单个字的动词性名词常常会有音变，如 kin-jiru（禁止）中的 -suru →  -zuru →  -jiru，有时词干也会发生音变，如 tassuru（达到），来自 tatsu。

## 名词
日语语法没有性、数和冠词的变换。（虽然指示代词 sono（那个、那些）常译为"the"），沒有像日語動詞那樣的活用：例如， neko据语境可译成"cats"、"a cat"、"the cat"、"some cats"等。
但为表禮貌或是讓話聽起來比較漂亮，大部分本土名词可加上 o-，而源於汉语的词加 go-（如下表）來構成 bi-ka-go（分類上為 tei-nei-go 的一種），如下表所示：
| 一般稱呼 | 美化語   | 意思 |
| -------- | -------- | ---- |
| meshi    | go-han   | 饭   |
| kane     | o-kane   | 钱   |
| karada   | o-karada | 身体 |
| kotoba   | o-kotoba | 话语 |

注意這兩個不同的美化語前缀於正式情況都書寫為汉字。但上表的規則存在一些例外，如：
- o-hen-ji 與 go-hen-ji　都可以表示“回覆”。 （事實上 hen-ji 這個現代詞是古典日语複合名詞  kaheri-goto 轉寫成漢字後的再音讀）
- den-wa 本身是和製漢語 ，所以美化語是 o-den-wa 。

同時也有許多名詞本身就是尊敬語，如：
- ommi ，“您的身體”，來自於古典日语 oho-n +  mi 的音便。
- mi-koto-nori，“天皇的敕令、詔書”，來自於古典日語，由古典表尊敬的接頭辭 mi + koto + 名詞化的動詞連用形 no-ri 組合而成的。

日语名詞也不分可不可数，但有些名词可以通过重叠（有时会連濁）来构成集合名词，例如／ hitobito　意为“人们”，而不能指“两个人”；意为“江戶的人们”；指“群山”；指“我們一行人”。
 -tachi 和 -ra 也是常见的集合名詞后缀，如：
- （我们一行人）
- （你们一行人）
- （比較不正式的稱呼我们一行人）

但它們也不是复数后缀，比如說的意思不是“一些叫太郎的人”而是“包括太郎在内的一群人”；根据上下文，可翻译成“太郎和他的朋友”、“太郎和他的兄弟”、“太郎和他的家人”或其他以太郎为代表的合理的群体。
有些集合名词已轉變成慣用語，且（通常）指一个人；具体来说，（孩子）与（朋友）可以指单个人，虽然-[t]omo与-[t]achi原本是使这些词集合化的；要想明确地说这些词的集合名词，要额外附加集合化后缀：（孩子们）与（朋友们），但不常用。有时候用于静态物体，如与，但这种用法是比较口语化，表明很大程度的拟人化和儿童化，也不是普遍接受的标准用法。

### 代名词
日语的 dai-mei-shi 是 tai-gen 的一部分，可以被修饰。但语言学上的代詞不能被修飾，如
 se no takai kare（高的他）
通常可以依照人稱的分別而翻譯为普通的代词，如下表所示：
| 對應人称          | 非敬語                                                         | 丁寧語                                           | 尊敬語                                           |
| ----------------- | -------------------------------------------------------------- | ------------------------------------------------ | ------------------------------------------------ |
| 自稱 （第一人称） | boku（男性） atashi （女性） watashi （男女皆可） ore （男性） | watashi                                          | watakushi                                        |
| 對稱 （第二人称） | kimi anata                                                     | anata sochira                                    | anata-sama                                       |
| 他稱 （第三人称） | kare （男性） kanojo （女性） aitsu （蔑视语气）               | kare （男性） kanojo （女性） aitsu （蔑视语气） | kare （男性） kanojo （女性） aitsu （蔑视语气） |

但許多不限於一種人稱，如 onore通常是非常谦虚的自稱，但也可做為十分粗魯的對稱； boku通常是年轻男性的自稱，但也可作為對親密男性的愛稱。
和还分别有“男朋友”和“女朋友”的意思，而且这种用法可能比做為他稱來的更为常见。
但日语很少会用到人称，一部分原因是日语不总是需要明确的主语，还有一部分原因是翻译中会出现代词的地方常常会有名字或头衔：
 Semmu, asu Fukuoka-shi nishi-ku no Yamamoto-shōji no shachō ni atte itadakemasu ka?
专务董事，（你）明天可以在福冈市西区跟山本商事的社长见面吗？
跟比較起來，指代的事物可能会因语序不同而有限制。如：
 Honda-kun ni atte, kare no hon o kaeshita
（我）遇到了本田，并归还了他的书。 （这里的“他”可以指本田。）
 Kare ni atte, Honda-kun no hon o kaeshita
（我）遇到了他，并归还了本田的书。（这里的“他”不能指本田。）

### 反身代词
类似于汉语的“自己”，日文中只有一个主要反身—— jibun，也有“我”的意思；但每个英语人稱代詞都有反身代词（himself、herself、itself、themselves等）。两种语言的反身代词非常不同，从下面的字面翻译中就可见一斑（*=不正确，??=有歧义）：
| 英语                                                                                   | 日语 | 原因                                             |
| -------------------------------------------------------------------------------------- | --- | ------------------------------------------------ |
| History repeats itself.                                                                | （） | 的对象必须是有生性的。                           |
| Hiroshi talked to Kenji about himself (=Hiroshi).                                      | （） | 如下所述，翻译没有歧义                           |
| *Makoto expects that Shizuko will take good care of himself（=Makoto；Shizuko是女性）. | ??Makoto wa Shizuko ga jibun o daiji ni suru koto o kitai shite iru. 既可以是“诚希望静子会照顾他”，也可以是“诚希望静子照顾好她自己” | 可以用在不同的句子或从句中，但它的对象是有歧义的 |

若单个句子有一个以上语法或语义上的主语，那么的对象就是主要或最突出的动作的主体，例如：
 Makoto wa Shizuko ni jibun no uchi de hon o yomaseta.
诚让静子在她家读书。
后面句子中明确指向静子（虽然诚是主语），因为主要动作是静子读书。
实际上，主要动作并不总能看出，这时此类句子就会引起歧义。复杂句子中使用遵循的规则也比较复杂。
的同义词有。英语中反身代词的其他用法由表达，意思是“自动地”。例如，
 kikai ga hitorideni ugokidashita
“机器开始自行运转。”
动词的配价的改变不是通过使用反身代词完成的（这一点上日语与英语比较像，但不同于许多其他欧洲语言）。日语反而会使用单独的（通常是相关的）自动词和他动词。没有任何生产性词法可从自动词派生出他动词或从他动词派生出自动词。

### 指示词
| 类别   | 类别 | コ系           | ソ系           | ア系                   | ド系                 | 词性   |
| ------ | ---- | -------------- | -------------- | ---------------------- | -------------------- | ------ |
| 事物   |      | this one       | that one       | that one over there    | which one?           | 代名词 |
| 场所   |      | here           | there          | over there             | where?               | 代名词 |
| 方位   |      | this way       | that way       | that way over there    | which way?           | 代名词 |
| 人・物 |      | this person    | that person    | that (other) person    | who?                 | 代名词 |
| 状态   |      | like this      | like that      | like that over there   | what sort of?        | 连体词 |
| 状态   |      | in this manner | in that manner | in that (other) manner | how? in what manner? | 副词   |
| 指示   |      | (of) this      | (of) that      | (of) that over there   | (of) what?           | 连体词 |

指示词一般由系词组成。（近称）系列指的是比听者更接近于说话者的事物，（中称）系列指靠近听者的事物，而（远称）系列指远离说话者和听者的事物。用，指示词就会变成对应的疑问形式。指示词也可以用来指人，例如
 Kochira wa Hayashi-san desu.
“这位是林先生。”
指示连体词在名词之前限定名词；于是 kono hon就是“这本书”，而 sono hon就是“那本书”。
当指示词用于指说话者和听者都看不到的事物，或（抽象）概念时，它们扮演相关但又不同的照应的角色。照应性远称用于说话者与听者都了解的信息。
A： Senjitsu, Sapporo ni itte kimashita.
A: 前些天，我去了札幌。
B： Asoko (*Soko) wa itsu itte mo ii tokoro desu ne.
B: 那里是个无论何时去都很好的地方吧。
用而非会暗示B不了解札幌，这与句子的含义不一致。照应性中称用于指说话者与听者都不了解某件事。
 Satō : Tanaka to iu hito ga kinō shinda n da tte...
佐藤：听说叫田中的人昨天死了。
 Mori: E', hontō?
森：啊，真的？
 Satō : Dakara, sono (*ano) hito, Mori-san no mukashi no rinjin ja nakatta 'kke?
佐藤：所以说，那个人不是森先生以前的邻居吗？
同样，在这里是不合适的，因为佐藤不认识田中。近称指示词没有明确的照应用法。它们可以用在远称听起来太遥远的场合：
 Ittai nan desu ka, kore (*are) wa?
这到底是什么？

## 用言

### 词干形式
在讨论活用之前，先简要说明词干形式。活用语尾和助动词要附加到词干形式上。现代日语有以下六种词干形式。
注意五段动词活用以结尾，其中动词的终止形和连体形相同（因此只有5个表面结构），但与名词不同（特别是な形容词）。
未然形 （与）用于构成（动词的）一般否定、使役和被动。此形式的最常见用途是接续助动词把动词变为否定形式。（参见下面动词一节。）结尾的用作意向表达（有些语法书会将这种形式称为推量形），并且是由音便形成的。
連用形 起连接的作用。这是最具生产性的词干形式，可以后接各种结尾和助动词，甚至可以像一样独立出现。此形式亦用于否定形容词。
終止形 在謂語位置的子句末尾使用。这种形式也被称为基本形或辞書形——它是词典中列出的动词的形式。
連体形 用在名词前，定义或给名词分类，类似于英语中的關係子句。在现代日语中，除了动词通常不会因礼貌而变化之外，它几乎与终止形相同；在古代日语中这两种形式有所不同。此外，形容动词（な形容词）的终止形和连体形不一样；参见下面的形容词章节。
假定形 用于条件和假定形式，使用结尾。
命令形 用于将动词变为命令。形容词没有命令形词干形式。
词干形式的活用遵循某些音便，会在下文讨论。

### 动词
日语中的动词被严格地约束在子句的末尾，即所谓的谓词位置。这意味着动词总是位于句子的结尾。
|          |       |        |        |        |
| neko     | wa    | sakana | o      | taberu |
| Cats     | TOPIC | fish   | OBJECT | eat    |
| 猫吃鱼。 |       |        |        |        |

动词的主语和对象通过助词来表示，而动词的语法功能（主要是时态和语气）通过活用来表明。当主语和语篇话题重合时，主语常常省略；如果是自动词，整个句子可以由单个动词组成。动词的两个时态由活用来标明。现在和未来之间的语义差异不通过活用来表明。通常没有歧义，因为上下文会明确说话者是指现在还是未来。语态和体貌也通过活用表示，还有可能黏着助动词。例如，进行体通过连用形构成，也叫，而助动词在；举个例子，
 miru（看） →  mite iru（在看）。
动词可以基于某些活用在语义上分类。
状态动词表明存在属性，如 iru（在）、 dekiru（能）、 iru（要）等。这些动词通常不会有连用形活用加，因为它们语义上已经是在进行了。
持续动词接续助动词表明进行体。例子： taberu（吃）、 nomu（喝）、 kangaeru（考虑）。活用例子， taberu（吃） →  tabete iru（在吃）。
瞬间动词接续助动词表明重复动作，或在一些动作之后的连续状态。例子： shiru（得知） →  shitte iru（知道）； utsu（打） →  utte iru（（反复）打）。
非自主动词表示无法控制的行动或情绪。这些动词一般没有意向形、命令形或可能形。例子： konomu（爱好）（情绪）、 mieru（看见）（非情绪）。
运动动词表示运动。例子： aruku（走）、 kaeru（回家）。在连用形（见下面）中，它们接续来表示目的。
还有其他可能的类别，类别之间还有大量重叠。
在词汇上，日语中的几乎所有动词都是以下三个规则活用类型其中一个的成员。
上一段词干以i结尾的动词。终止形总是以-iru韵结尾。例子： miru（看）、 kiru（穿）。
下一段词干以e结尾的动词。终止形总是以-eru韵结尾。例子： taberu（吃）、 kureru（给（对地位较低或关系亲密的人））。（注意一些五段动词与下一段类似，但他们的词干以r而非e结尾。）
五段以词干以子音结尾的动词。当子音为r 时，五段与下一段动词的终止形区别不明显，例如 kaeru（回家）。如果词干以w 结尾，w 只出现在未然形最后的a 前。
上述分类中的“段”表示五十音表中的列。“上一段”是指中心段（う段）上面一列，即い段。“下一段”是指中心段（う段）下面一列，即え段。“五段”是指活用会五十音表的所有五个段上变化。要充分描述一个活用需要用到五十音表的行和段。例如， miru（看）属于マ行上一段活用， taberu（吃）属于バ行下一段活用，而 kaeru（回家）属于ラ行五段活用。
应该避免混淆ラ行五段活用动词与上一段活用或下一段活用动词。例如， kiru（切）是ラ行五段活用，而它的同音词 kiru（穿）却属于カ行上一段活用。同样， neru（推敲）属于ラ行五段活用，而其同音词 neru（睡觉）属于ナ行下一段活用。
历史注解：古典日语有上／下一段、上／下二段和四段活用，二段动词变成了今天的一段动词（古典日语中只有少数上一段和唯一的下一段动词），而由于1946年日语书写规则试图让日文书写的表音性更强，四段动词自然地成为了五段动词。由于动词在语言发展中跨越了屈折类，文言动词的活用不能从现代日语的信息来推测。
有两类不规则动词：
行变格只有一个成员， suru（做）。サ行变格活用简称“サ变”。
行变格只有一个成员， kuru（来）。カ行变格活用简称“カ变”。
古典日语还有两类不规则动词，ナ行变格活用，包括 shinu（死）和 inu（去、去世），ラ行变格活用，包括诸如 ari（相当于现在的）的动词，还有相当多的不能分类的极其不规则的动词。
下表说明了上述活用形的词干形式，其中词干以小点表示。例如，要得到五段动词 kaku的假定形，就要在第二行中找到它的词干kak，然后在假定形一行得到词尾-e，就有了词干形式kake。当有多种可能性时，它们按稀有度增加的顺序列出。
| 活用种类/ 例子 | 五段             | 五段         | 上一段       | 下一段          | 变             | 变           |              |
| 活用种类/ 例子 | ・ tsuka(w).     | ・ kak.      | ・ mi.       | ・ tabe.        | 变             | 变           |              |
| -------------- | ---------------- | ------------ | ------------ | --------------- | -------------- | ------------ | ------------ |
| 未然形         | tsukaw.a tsuka.o | kak.a kak.o  | mi.          | tabe.           | sa shi se      | ko           |              |
| 连用形         | tsuka.i          | kak.i        | mi.          | tabe.           | shi            | ki           |              |
| 终止形         | tsuka.u          | く kak.u     | mi.ru        | tabe.ru         | suru           | kuru         |              |
| 连体形         | 与终止形相同     | 与终止形相同 | 与终止形相同 | 与终止形相同    | 与终止形相同   | 与终止形相同 | 与终止形相同 |
| 假定形         | tsuka.e          | kak.e        | mi.re        | tabe.re         | sure           | kure         |              |
| 命令形         | tsuka.e          | kak.e        | mi.ro mi.yo  | tabe.ro tabe.yo | shiro seyo sei | koi          |              |

1. ↑   五段动词的-a和-o未然形历史上是一种，但自从二战后现代假名遣以来，它们的写法就不同了。在现代日语中，-o形只用于表示意愿式，而-a形在所有其他情况下使用；参见下面的活用表。
2. ↑   这个出乎意料的词尾是由于该动词的词干是tsukaw-，但在现代日语中[w]只会在[a]之前发音。

以上只是动词的词干形式；要得到完整的活用动词，需要接续各种动词结尾。注意，在某些情况下，动词形式会依据活用类型而不同。参见日语动词活用的完整列表。
|            | 形成规则         | 五段         | 上一段     | 下一段       | 变          | 变         |
| kaku       | 形成规则         | miru         | taberu     | suru         | kuru        |            |
| ---------- | ---------------- | ------------ | ---------- | ------------ | ----------- | ---------- |
| 丁寧       | 連用形 + masu    | kaki.masu    | mi.masu    | tabe.masu    | shi.masu    | ki.masu    |
| 完成       | 連用形 + ta      | kai.ta       | mi.ta      | tabe.ta      | shi.ta      | ki.ta      |
| 否定       | 未然形 + nai     | kaka.nai     | mi.nai     | tabe.nai     | shi.nai     | ko.nai     |
| 否定 完成  | 未然形 + nakatta | kaka.nakatta | mi.nakatta | tabe.nakatta | shi.nakatta | ko.nakatta |
| 形         | 連用形 + て -te  | kai.te       | mi.te      | tabe.te      | shi.te      | ki.te      |
| 假定条件   | 假定形 + ba      | kake.ba      | mire.ba    | tabere.ba    | sure.ba     | kure.ba    |
| 過去条件   | 連用形 + tara    | kai.tara     | 見 mi.tara | tabe.tara    | shi.tara    | ki.tara    |
| 意向       | 未然形 + u       | kako.u       |            |              |             |            |
| 意向       | 未然形 + -yō     |              | mi.yō      | tabe.yō      | shi.yō      | ko.yō      |
| 受身、尊敬 | 未然形 + reru    | kaka.reru    |            |              | sa.reru     |            |
| 受身、尊敬 | 未然形 + -rareru |              | mi.rareru  | tabe.rareru  |             | ko.rareru  |
| 使役       | 未然形 + seru    | kaka.seru    |            |              | sa.seru     |            |
| 使役       | 未然形 + -saseru |              | mi.saseru  | tabe.saseru  |             | ko.saseru  |
| 可能       | 假定形 + ru      | kake.ru      |            |              | dekiru      |            |
| 可能       | 未然形 + -rareru |              | mi.rareru  | tabe.rareru  |             | ko.rareru  |

1. 1 2 3    这些形式根据动词的辞书形的最后音节（等）而改变。更详细的参见下面的音便章节，以及条目日语活用。
2. ↑   补替（suppletive）形。

形作为五段动词进行活用，只是否定非完结相和完结相分别为和，并且某些活用形在实际中很少使用。受身和可能形的语尾和，以及使役语尾和这些都作为下一段动词进行活用。因此，多个动词语尾可以黏着。例如，使役-受身语尾就很常见。
 Boku wa ane ni nattō o tabesaserareta.
我被姐姐逼着吃了納豆。
跟预期一样，绝大多数理论上可能的活用语尾组合在语意上都没有意义。

#### 他动词与自动词
日语有大量相关成对的他动词（有直接宾语）与自动词（一般没有直接宾语），比如他动词 hajimeru（某人或某物开始某项活动），而自动词 hajimaru（某活动开始）。
| 他动词                                                                | 自动词                                                |
| --------------------------------------------------------------------- | ----------------------------------------------------- |
| 一个事物在另一个事物上实施该他动词的动作。 - 通常使用连接到直接宾语。 | 自动词不受干预地被动发生。 - 通常用或连接主语与动词。 |
| Sensei ga jugyō o hajimeru. 老师开始上课了。                          | Jugyō ga hajimaru. 开始上课了。                       |
| Kuruma ni ireru. 装到车上。                                           | Kuruma ni hairu. 上车。                               |
|                                                                       |                                                       |

注意：一些自动词（通常是运动动词）接的像是直接对象，但其实不是。 例如， hanareru（离开）：
 Watashi wa Tokyo o hanareru.
我离开东京。

### 形容词与形容动词
从语义上讲，表示属性的词主要分布在两个词类（还有其他一些类）：
- 形容词（通常称为い形容词）——这类词具有词根和活用词干形式，并且在语义和形态上类似于静态动词。
- 形容动词（通常称为な形容词）——这类词是与系词结合的名词。

与英语之类的语言的形容词不同，日语中的い形容词会像动词一样随着体和语气而变化。日语形容词没有比较级或最高级的变化；比较级和最高级需要迂回地用像、的副词标记。
所有形容词都可以用在定语位置。几乎所有日语形容词都可以用在谓语位置；这与英语不同，英语中有许多常见形容词，如"A major question"中的"major"就不能用在谓语位置——即"The question major"是不符合英语语法的（但像"The question is a major one."中"major"前加上系动词"is"形成主系表结构后又是符合文法的，不过此时"major"已经成为表语而不再是谓语）。日语有少量不能作谓语的形容词，叫做连体词，它们是从其他词类派生的；例子有 ōkina（大）、 chiisana（小）和 okashina（奇怪），它们都是普通い形容词的な形变体。
所有い形容词（除了 ii以外）活用都很规则，而是因为它是从规则形容词 yoi变化而来的，终止形和连体形与之不同。其他所有形式它都回归到。
|        | 形容词   | 形容词      |
| yasu.  | shizuka- |             |
| ------ | -------- | ----------- |
| 未然形 | .karo    | -daro       |
| 連用形 | .ku      | -de         |
| 終止形 | .i       | -da         |
| 連体形 | .i       | -na / -naru |
| 假定形 | .kere    | -nara       |
| 命令形 | .kare    | -nare       |

1. ↑  连体形和终止形曾经分别是 .ki和 .shi；在现代日语中只会出于文体的原因才会生产性地使用，虽然很多成句如 nanashi（匿名）和 yoshi是由它们衍生而来的。
2. ↑   命令形在现代日语极其罕见，仅限于诸如 osokare hayakare（迟早）的成句，被视为副词短语。命令形不可能在谓词位置。

形容词的常见活用列举如下。没有单独对待，因为所有活用形都与相同。
|                  | 形容词 yasui, “便宜”           | 形容词 yasui, “便宜”           | 形容词 shizuka, “安静”                 | 形容词 shizuka, “安静”               |
| ---------------- | ------------------------------ | ------------------------------ | -------------------------------------- | ------------------------------------ |
| 非正式 非过去    | 词根 + -i （单用，不加系词）   | yasui “便宜”                   | 词根 + 系词 da                         | shizuka da “安静”                    |
| 非正式 过去      | 连用形 + atta (u + a collapse) | yasuk.atta “曾经便宜”          | 连用形 + atta (e + a collapse)         | shizuka d.atta “曾经安静”            |
| 正式 否定 非过去 | 连用形 + (wa) nai              | yasuku(wa)nai “不便宜”         | 连用形 + (wa) nai                      | shizuka de (wa) nai “不安静”         |
| 正式 否定 过去   | 连用形 + (wa) nakatta          | yasuku(wa)nakatta “曾经不便宜” | 连用形 + (は)なかった (wa) nakatta     | shizuka de (wa) nakatta “曾经不安静” |
| 礼貌 非过去      | 词根 + -i + 系词 desu          | yasui desu “便宜”              | 词根 + 系词 desu                       | shizuka desu “安静”                  |
| 礼貌 否定 非过去 | inf. cont + arimasen           | yasuku arimasen                | inf. cont + (wa) arimasen              | shizuka de wa arimasen               |
| 礼貌 否定 非过去 | inf. neg. non-past + 系词 desu | yasukunai desu                 | inf. cont + (は)ないです (wa) nai desu | shizuka de wa nai desu               |
| 礼貌 否定 过去   | inf. cont + arimasen deshita   | yasuku arimasen deshita        | inf. cont + (wa) arimasen deshita      | shizuka de wa arimasen deshita       |
| 礼貌 否定 过去   | inf. neg. past + 系词 desu     | yasukunakatta desu             | inf. neg. past + nakatta desu          | shizuka de wa nakatta desu           |
| 形               | 连用形 + te                    | yasuku.te                      | 连用形                                 | shizuka de                           |
| 假设 条件        | 假定形 + ba                    | yasukere.ba                    | 假定形 (+ ba)                          | shizuka nara(ba)                     |
| 过去 条件        | inf. past + ra                 | yasukatta.ra                   | inf. past + ra                         | shizuka datta.ra                     |
| 意向             | 未然形 + u                     | yasukarō                       | 未然形 + u = 词根 + darō               | shizuka darō                         |
| 副词             | 连用形                         | yasuku.                        | 词根 + ni                              | shizuka ni                           |
| 程度（名词）     | 词根 + sa                      | yasu-sa                        | 词根 + sa                              | shizuka-sa                           |

1. 1 2 3 4 5 6  注意这些仅仅是い形容词的形式。
2. ↑   因为大多数形容词描述非意向条件，如果合理可以将意向形理解为“有可能”。在一些罕见的情况下，它是半意向的：在回应报告或请求时， yokarō的意思是“好吧”。

在某些情况下，形容词也受到音便的影响，如下面所述。对于な形容词的礼貌否定，参见下面关于系词 da的章节。

### 系词
系詞在活用方面表现得非常像动词或形容词。
| 未然形 | de wa                                              |
| 连用形 | de                                                 |
| 终止形 | da（非正式） desu（丁宁语） de gozaimasu（尊敬语） |
| 连体形 | de aru                                             |
| 假定形 | nara                                               |
| 命令形 | 无                                                 |

注意，系词没有命令、使役或被动形式，与形容词一样。
以下是一些示例。
 JON wa gakusei da
约翰是学生。
 Ashita mo hare nara, PIKUNIKKU shiyō
明天也是晴天的话，就去郊游吧。
在连用形活用中， de wa经常缩略为 ja；一些非正式讲话中「じゃ」比「では」更适合。
| 非过去      | 非正式 |              |
| 非过去      | 丁宁语 |              |
| 非过去      | 尊敬语 |              |
| 过去        | 非正式 | 连用形 +     |
| 过去        | 丁宁语 |              |
| 过去        | 尊敬语 |              |
| 否定 非过去 | 非正式 | 连用形 +     |
| 否定 非过去 | 丁宁语 | 连用形 +     |
| 否定 非过去 | 尊敬语 | 连用形 +     |
| 否定 过去   | 非正式 | 连用形 +     |
| 否定 过去   | 丁宁语 | 连用形 +     |
| 否定 过去   | 尊敬语 | 连用形 +     |
| 条件        | 非正式 | 假定形 +     |
| 条件        | 丁宁语 | 连用形 +     |
| 条件        | 尊敬语 | 连用形 +     |
| 假定        | 非正式 |              |
| 假定        | 丁宁语 | 与条件形相同 |
| 假定        | 尊敬语 | 与条件形相同 |
| 意向        | 非正式 |              |
| 意向        | 丁宁语 |              |
| 意向        | 尊敬语 |              |
| 状语与 て形 | 非正式 | 连用形       |
| 状语与 て形 | 丁宁语 | 连用形 +     |
| 状语与 て形 | 尊敬语 | 连用形 +     |

### 音便

#### 历史发音变化
| 古代                  | 现代                                 |
| --------------------- | ------------------------------------ |
| a + u a + fu          | ō                                    |
| i + u i + fu          | yū                                   |
| u + fu                | ū                                    |
| e + u e + fu          | yō                                   |
| o + fu                | ō                                    |
| o + ho o + wo         | ō                                    |
| 助动词 mu             | n                                    |
| 语中或语尾 ha         | wa                                   |
| 语中或语尾 hi, he, ho | i, e, o （通过wi, we, wo，参见下文） |
| 任何 wi, we, wo       | i, e, o                              |

1. 1 2   通常不会反映在拼写。

现代发音是长期音位漂移历史的结果，可以追溯到十三世纪（可能更早）的书面记录。然而，直到1946年，日本国语审议会才修改现有的假名用法以符合标准方言。先前所有的文章都使用古代的正字法，即现在所说的歷史假名遣。旁边的表格详尽地列出了这些拼写变化。
注意腭化音拍yu, yo在与开头子音结合时会变成腭化音节。最基础的例子是现代日语的／ kyō（今天），历史上是根据 efu →  yō的规则，由 kefu →  kyō发展而来。
有一些音变并没有反映在拼写上。第一，与合并，两者都被发音为长ō。第二，助词和仍然以历史假名遣书写，虽然他们读成wa和o，而非ha和wo，除了的罕见例外（读成-n wo，如 sen'en wo itadakimasu，请给我一千日元）。
讲日语的人并没有普遍认为历史假名遣是过去某一时代的语音的反映。例如，汉语借词在日本借来这个词的时代是读类似于[epu]的发音的（对比[中古汉语][jiɛp̚]），但现代人阅读古典文本时仍然会读其现代发音[yoo]。

#### 动词活用
如上所述，一些动词和形容词在活用時，由于發生音便，而呈現出不規則的形式。
| 音便类型 | 發生於 | 动词（终止形） | 连用形接续「て」 | 音便结果 |
| -------- | ------ | -------------- | ---------------- | -------- |
| 促音便   | タ行   |                |                  |          |
| 促音便   | ラ行   |                |                  |          |
| 促音便   | ワア行 |                |                  |          |
| 促音便   |        |                |                  |          |
| 音便     | カ行   |                |                  |          |
| 音便     | ガ行   |                |                  |          |
| 拨音便   | ナ行   |                |                  |          |
| 拨音便   | バ行   |                |                  |          |
| 拨音便   | マ行   |                |                  |          |
| ウ音便   | 、、   | 、、           |                  | [ 註⁠ 5 ] |
| 不發生   | サ行   |                |                  |          |

日語方言中，會有不同的音便形式。例如，在关西方言中，-i + t-活用会变为-ut-，如 omou（觉得）的完成是 omōta而非 omotta。在本例中，可以通过历史发音变化结合前面的母音，如 shimōta（au → ō）而非标准的 shimatta。

#### 形容词的礼貌形式
形容词的连用形在接续礼貌形式 gozaru（是）或 zonjiru（知道，认识）的时候，会发生变化；这可能伴随着历史发音变化，产生一阶或两阶发音变化。注意，这些动词几乎总是活用成礼貌的-masu形，即 gozaimasu和 zonjimasu（下面会讨论的不规则活用），而这些动词前面要接形容词的连用形 -ku，而非日常用于 desu前面的终止形 -i。
规则是 -ku →  -u（丢掉-k-），还可能依据拼写改革表和前面的音节结合，也可能腭化为 yu, yo。
历史上有两类上古日語特有的形容词， -ku与 -shiku（“く形容词”的意思是く前面没有し）。这种区别在中世日语形容词的演变过程中消失了，现在都认为是 -i形容词。形容词的音变与-ii形容词遵循的规则相同，值得注意的是，前面的母音也会变化，而且前面的音拍会发生腭化，产生 -shiku →  -shū，尽管历史上认为这是一个单独而平行的规则。
| 连用形结尾     | 变为          | 例子                                                                           |
| -------------- | ------------- | ------------------------------------------------------------------------------ |
| 〜あく -aku    | 〜おう -ō     | ＊おはやくございます *ohayaku gozaimasu → おはようございます ohayō gozaimasu   |
| 〜いく -iku    | 〜ゆう -yū    | ＊大きくございます *ōkiku gozaimasu → 大きゅうございます ōkyū gozaimasu        |
| 〜うく -uku    | 〜うう -ū     | ＊寒くございます *samuku gozaimasu → 寒うございます samū gozaimasu             |
| ＊〜えく *-eku | ＊〜よう *-yō | （不存在）                                                                     |
| 〜おく -oku    | 〜おう -ō     | ＊面白くございます *omoshiroku gozaimasu → 面白うございます omoshirō gozaimasu |
| 〜しく -shiku  | 〜しゅう -shū |                                                                                |

#### 敬语动词
诸如 kudasaru（给）、 nasaru（做）、 gozaru（在、有）， irassharu（在、来、去）、 ossharu（说）等等的敬语动词与五段动词变化相同，除了连用形和命令形。
|        | 变化 | 例子 |
| ------ | ---- | ---- |
| 连用形 | 变为 |      |
| 命令形 | 变为 |      |

#### 口语缩略
在口语表达中，活用和助动词常常组合在一起，以相当规则的方式缩略。
| 完整形式              | 口语                                | 例子 |
| --------------------- | ----------------------------------- | --- |
| 〜てしまう -te shimau | 〜ちゃう/-ちまう -chau/-chimau 五段 | |
| 〜でしまう -de shimau | 〜じゃう/〜じまう -jau/-jimau 五段  | 死んでしまう shinde shimau 'die' → 死んじゃう shinjau or 死んじまう shinjimau                                |
| 〜ては -te wa         | 〜ちゃ -cha                         | 食べてはいけない tabete wa ikenai 'must not eat' → 食べちゃいけない tabecha ikenai                           |
| 〜では -de wa         | 〜じゃ -ja                          | |
| 〜ている -te iru      | 〜てる -teru 下一段                 | |
| 〜ておく -te oku      | 〜とく -toku 五段                   | しておく shite oku 'will do it so' → しとく shitoku                                                          |
| 〜ていく -te iku      | 〜てく -teku 五段                   | 出ていけ dete ike 'get out!' → 出てけ deteke                                                                 |
| 〜てあげる -te ageru  | 〜たげる -tageru 下一段             | |
| 〜るの -ru no         | 〜んの -nno                         | 何しているの nani shite iru no 'what are you doing?' → 何してるの nani shiteru no → 何してんの nani shitenno |
| 〜りなさい -rinasai   | 〜んなさい -nnasai                  | やりなさい yarinasai 'do it!' → やんなさい yannasai                                                          |
| 〜るな -runa          | 〜んな -nna                         | やるな yaruna 'don't do it!' → やんな yanna                                                                  |

偶尔会有其他形式的缩略，比如 wakaranai（不明白） →  wakannai与 tsumaranai（无聊） →  tsumannai中出现的-aranai → -annai，这些被认为相当随意，在年轻人说的话中较为常见。
方言不同，缩略也会不一样，但变化与上面给出的标准类似。例如关西方言中有 -te shimau →  -temau。

## 其他自立语

### 副词
日语中的副词不像许多其他语言那样紧密地结合到词法中。事实上，副词不是一个独立的词类，而是其他词语所起的作用。例如，每个形容词的连用形都可以用作副词；从而， yowai（weak，adj） →  yowaku（weakly，adv）。副词的主要特点是它们不能出现在谓语位置，正如在英语中一样。以下的副词分类不是权威性的或详尽无遗的。
动副词是动词连用形接助词。例如， miru（看） →  mi ni（为了看），应用如： mi ni iku（去看）。
形容副词是如上所述连用形的形容词。
名副词是用作副词的名词。例： ichiban（最）。
拟声词是模仿声音或概念的词。例子： kirakira（一闪一闪地）， pokkuri（嘎吱）， surusuru（哧溜哧溜地）等。
尤其是拟声词后面通常接助词（“地”）。参见条目日語的擬態語和擬聲語。

### 连词和感叹词
连词的例子： soshite（而后）、 mata（而且、再），等等。
虽然称作“连词”，但从英语翻译可以看出这些词实际上是一种副词。
感叹词的例子： hai（是）、 hee（wow!）、 iie（不）、 oi（喂），等等。
这种词性与英语没有很大的差别。

## 附属语

### 助词
日语中的助词是后置的，因为它们紧跟在修饰的成分之后。把助词全列出来就超出本文的范围了，所以这里只列出几个突出的助词。要记住 wa、 e、 o作为助词的读音是不同的：本文使用依据发音而非日文字的平文式罗马字来进行罗马化。

#### 话题、主题和主语：与
话题与主语（が）助词之间的复杂区别一直是许多博士论文和学术争议的主题。 zō-wa hana-ga nagai是包含两个主语的著名例句。它不仅仅表示“大象的鼻子长”，那样的话可以翻译为 zō-no hana-wa nagai。相反，更直接的翻译是“（说到）大象，它的鼻子很长”。
研究日语的两个学术调查(Shibatani 1990)与(Kuno 1973)证实了这一区别。为了简化问题，本节中和的分别被称为“话题”和“主语”，如果其中一个不存在，则话题和主语可能一致。
作为抽象和粗略的近似，和之间的差别是它们关注的焦点不同：将焦点放在句子的“动作”上，即动词或形容词，而将焦点放在动作的“主语”上。不过，还是要通过列举这些助词使用的例子来更好描述。
然而，第一次接触话题和主语标记和时，一般会简单地了解两者之间的差异。话题标记用于作出声明。而主语标记用于新信息或请求新信息。
参见话题标记：日语中的「は」。

##### 主题
使用引入语篇的新主题与语法主题的概念直接相关。关于语篇主题的结构的观点不尽相同，虽然想象贯穿语篇的一个先入先出的主题层次似乎没有争议。当然，人类的局限性限制了主题的范围和深度，而且后面的主题可能导致较早的主题失效。
 JON wa gakusei desu
约翰是学生。
把 boku wa unagi da按照定式翻译成“我是鳗鱼”或“对于我来说，是鳗鱼”就会闹出语言学笑话。因为在餐厅里这句话可以用来表达“我要点鳗鱼”，而且是不带任何幽默色彩的很普通的一句话。是因为这句话字面上应该说成“我吧，就鳗鱼了。”，后半句的主语其实是“要点的餐”。句子的主题显然不是其主语。

##### 对比
与在介绍主题中的作用相关的是，它用于将当前话题与其他话题进行对比。令人想起的模式是“X，但...”。
 ame wa futte imasu ga...
雨在下，但……
由于其对比性，话题不能未定义。
 *dareka wa hon o yonde iru
*有人在读书。
在此用法用，需要。
在实际使用中，主题标记和对比性之间的区别没太大用处。可以说，一个句子中最多只能有一个主语标记，而且如果存在一定是第一个，而其余的都是表对比的。为了完整起见，（Kuno给出的）下面的句子说明了其中的不同。
 boku ga shitte iru hito wa daremo konakatta
(1) 我认识的人谁也没来。
(2) （是有人来了，但）我认识的人都没来。
第一种理解是主语标记，把“我认识的人”当成谓语“谁也没来”的主题。也就是说，如果我认识A、B……Z，那么来的人没有一个是A、B……Z。第二种理解是对比性。如果A、B……Z可能到场，而我认识P、Q、R，那么这句话是说P、Q、R都没来。这句话完全没有提到我认识的A'、B'……Z'，但他们不太可能会来。（在实际中更倾向第一种理解。）

##### 穷尽性
与不同，主语助词将其指示物定为谓词的唯一满足条件的。
 Jon-san wa gakusei desu
约翰是学生。（我们谈到的人中可能还有其他学生。）
 (Kono gurūpu no naka de) Jon ga gakusei desu
（我们谈到的所有人中）约翰是那个学生。
可以根据两种陈述的问题来考虑二者的区别，例如：第一种陈述的问句是
 Jon-san no shigoto wa nan desu ka
约翰先生的工作是什么？。
而第二种是
 Dochira no kata ga gakusei desu ka
哪一位是学生？
同样，在餐厅如果服务员问谁点了鳗鱼，点鳗鱼的人可以说
 Boku ga unagi da
是我点的鳗鱼（而不是其他人）。

##### 对象
对于某些动词，通常使用而不是来标记英语中的直接对象：
 Jon-san wa furansu-go ga dekiru
约翰先生会说法语。
动词“会”、“想要”、“喜欢”、“讨厌”等，其实是形容词与自动词，它们的主语其实在中文翻译中会成为主语的直接宾语。中文中的主语在日语中其实是话题，于是要用来标记，反映了日语语法话题优先的本质。

#### 宾格、位置格、工具格：、、、
他动词的直接宾语是用宾格助词 o标记的。
 Jon-san wa aoi sētā o kite iru
约翰穿着一件蓝毛衣。
当与运动动词一起使用时，该助词也可以表示“穿过”或“沿着”或“离开”。
 MEARI ga hosoi michi o aruite ita
玛丽沿一条窄道走着。
 kokkyō no nagai TONNERU o nukeru to yukiguni de atta
穿过国境长长的隧道，就是雪国了。
一般的工具格助词是 de，可以翻译为“用”、“以”：
 niku wa NAIFU de kiru koto
肉要用刀切。
 densha de ikimashō
坐电车去吧。
这个助词还有其他用途：“在”（临时位置）:
 machikado de sensei ni atta
在街角遇到了老师。
“在……裡”：
 umi de oyogu no wa muzukashii
在海裡游泳很难。
“在”、“用”（表示动作、作用的期限或继续的终点）：
 geki wa shujinkō no shi de owaru
该剧以主人公的死亡结束。
 ore wa nibyō de katsu
我会在两秒内赢。
一般的位置格助词是 ni。
 Tōkyō ni ikimashō
去东京吧。
在这个意思下可以与 e互换。但有其它用法：“在（长期位置）”：
 watashi wa Ōtemachi itchōme 99 banchi ni sunde imasu
我住在大手町一丁目99号。
“在……上”：
 kōri wa mizu ni uku
冰在水上飘着。
“在（某一年）”，“在（某一时间点）”：
 haru no yūgure ni...
在一个春天的黄昏……

#### 数量和程度：、、、、、
要连接名词，使用 to。
 Kaban ni wa kyōkasho san-satsu to manga-bon go-satsu o irete imasu
书包里放着教科书三本和漫画五本。
附加助词 mo可用于连接更大的名词和子句。
 YOHAN wa DOITSU-jin da. BURIGETTA mo DOITSU-jin da
约翰是德国人。Brigette也是德国人。

 kare wa eiga SUTĀ de ari, seijika de mo aru
他是电影明星，也是政治家。
未完整列举的连接要用 ya。
 BORISU ya IBAN o yobe
呼叫鲍里斯、伊万等。
当要连接的两个主体只需要一个时，使用转折连词 ka。
 sushi ka sashimi ka, nanika chūmon shite ne
寿司还是生鱼片，你要点哪个？
数量是从…到…要用 kara和 made。
 Kashi 92 do kara 96 do made no netsu wa shinpai suru mono de wa nai
温度在华氏92度至96度之间不用担心。
这一组助词还用到时间或空间上。
 asa ku-ji kara jūichi-ji made jugyō ga aru n da
从早上9点到11点上课。
因为表示开始点或原点，所以它有一个相关的用法“因为”，与英语中的since类似（都有“从”和“因为”的意思）：
 SUMISU-san wa totemo sekkyokuteki na hito desu kara, itsumo zenbu tanomarete iru no kamoshiremasen
史密斯先生，因为你是如此积极，所以可能总是被要求做一切。
助词和一个相关的助词用来表示最低程度：价格、营业时间等。
 Watashitachi no mise wa shichi-ji yori eigyō shite orimasu
我们的店从7点开始营业。
还用来表示“比”。
 omae wa nē-chan yori urusai n da
你比我姐姐还吵。

#### 协调：、、
助词 to用于引用。
 "koroshite... koroshite" to ano ko wa itte'ta no
那孩子说“杀了我……杀了我。”
 neko wa NYĀ NYĀ to naku
猫喵喵叫。
它还用于表示相似性，“仿佛”或“像”。
 kare wa "aishiteru yo" to itte, pokkuri to shinda
他说：“我爱你”，并倒地而死。
在相关的条件用法中，意思是“之后”。
 ame ga agaru to, kodomo-tachi wa jugyou o wasurete, hi no atatteiru mizutamari ni yūwaku sareteiru
雨一停，孩子们就忘了功课，被日光中的水洼诱惑。
它还和诸如 au（遇见）或 hanasu（说）一起用。
 JON ga MEARI to hajimete atta no wa, 1942 nen no haru no yūgure datta
约翰与玛丽初次相见，是在1942年的春天的黄昏。
该用法也是助词 ni的作用之一，但暗示相互的，而, 没有这样的意思。
 JON ga MEARI to ren'ai shite iru
约翰和玛丽在恋爱。
 JON ga MEARI ni ren'ai shite iru
约翰爱玛丽（但玛丽可能不爱约翰）。
助词日语： yo用作劝告或呼唤。
 kawaii musume yo, kao o shikamete watashi o miruna
可爱的女儿啊，不要皱着眉看我。

#### 句尾：、、及相关的
终助词 ka将陈述句变成问句。
 sochira wa amerika-jin deshō ka?
你是美国人吗？
其他终助词给句子增加情感或强调。助词 ne让陈述句的口气比较柔和，类似于中文的“吧”与“是吗”等。
 kare ni denwa shinakatta no ne
你没有打电话给他吧。
 chikajika rondon ni hikkosareru sou desu ne.
我听说你很快就要搬到伦敦了吧。
句尾的 yo用于使强调、警告或命令柔和一些，如果没有任何终助词就会听起来非常强硬。
 uso nanka tsuite nai yo!
没有说谎啊！
有许多这样的强调助词；一些例子：男性通常用 ze和 zo； na是不太正式的一种形式；女性（与关西地区的男性）像一样使用 wa。它们基本上限于口语或转录的对话。

#### 复合助词
复合助词是由至少一个助词与其它词（包括其它助词）一起形成。常见的形式有：
- 助词 + 动词（终止形或连用形或て形）
- 助词 + 名词 + 助词
- 名词 + 助词

其他结构虽然也有，但很罕见。几个例子：
 sono ken ni kan-shite shitte-iru kagiri no koto o oshiete moraitai
请告诉我你知道的关于这件事的一切。（助词 + 动词连用形）
 gaikokugo o gakushū suru ue de taisetsu na koto wa mainichi no doryoku ga mono o iu to iu koto de aru
在学习外语方面，重要的是每天的努力。（名词 + 助词）
 ani wa ryōshin no shinpai o yoso ni, daigaku o yamete shimatta
哥哥不顾父母的担心，从大学退学了。（助词 + 名词 + 助词）

### 助动词
所有助动词附加到动词或形容词词干形式的后面，作为动词进行活用。在现代日语中有两种不同类型的补助动词：
助动词通常被称为动词语尾或活用形。这些助动词不起独立动词的作用。
补助动词是用作助动词时失去其独立含义的正常动词。
在比现代日语黏着性更强的古典日语中，助动词这个类别包括所有词干形式之后的动词语尾，而且大多数语尾自身都经过变形。然而在现代日语中，一些词汇不再具有生产性。最典型的例子是古典助动词 -tari，其现代形式 -ta和 -te不再看作同一词尾的变形，也不能再附加词缀。
| 助动词  | 活用类型 | 附加到     | 意思变更              | 例子                                                                  |
| ------- | -------- | ---------- | --------------------- | --------------------------------------------------------------------- |
| masu    | 不规则1  | 连用形     | 使句子有礼貌          | kaku（写） → kakimasu                                                 |
| rareru2 | 下一段   | 一段未然形 | 把V变成被动/敬语/意向 | miru（看） → mirareru（可以看见） taberu（吃） → taberareru（可以吃） |
| reru    | 下一段   | 五段未然形 | 把V变成被动/敬语      | nomu（喝） → nomareru（被喝）                                         |
| ru3     | 下一段   | 五段假定形 | 把V变成意向           | nomu（喝） → nomeru（能喝）                                           |
| saseru4 | 下一段   | 一段未然形 | 把V变成使役           | kangaeru（考虑） → kangaesaseru（令人深思）                           |
| seru    | 下一段   | 五段未然形 | 把V变成使役           | omoishiru（体会到） → omoishiraseru（让人意识到）                     |

1  masu有词干形：未然形及、连用形、终止形、连体形、假定形、命令形。
2  rareru在意向用法中有时会缩略为 reru（一段）；于是可以用 tabereru（可以吃）而非 taberareru。但被认为是不标准的。
3 严格来说，不存在 ru这样一个表示意向形的助动词，如 nomeru被认为是由 nomieru（见下面）缩略而成的。但是教科书往往是这样教的。（在老教科书里会说是的连体过去式而不是意向的意思。）
4  saseru有时缩写为 sasu（五段），但这种用法有点像文语。
然而，日语的许多黏着性味道来源于补助动词。下表包含众多这类助动词的一小部分。
| 助动词                             | 活用类型         | 附加到                  | 意思变更                    | 例子                                                                  |
| ---------------------------------- | ---------------- | ----------------------- | --------------------------- | --------------------------------------------------------------------- |
| aru（在，无生命的）                | 五段             | 他动词て形              | 表示状态更改                | hiraku（打开） → hiraite-aru（开着）                                  |
| iru（在，有生命的）                | 上一段           | 他动词て形              | 进行体                      | neru（睡觉） → nete-iru（睡着）                                       |
| iru（在，有生命的）                | 上一段           | 自动词て形              | 表示状态更改                | shimaru（关闭） → shimatte-iru（关着）                                |
| oku（搁，放）                      | 五段             | て形                    | “提前做某事”                | taberu（吃） → tabete-oku（提前吃）                                   |
| oku（搁，放）                      | 五段             | て形                    | “保持”                      | akeru（打开） → akete-oku（让它开着）                                 |
| iku（去）                          | 五段             | て形                    | 去做V                       | aruku（走） → aruite-iku（一直走着）                                  |
| kuru（来）                         | カ变             | て形                    | 开始，“开始V”               | furu（下） → futte-kuru（下起）                                       |
| kuru（来）                         | カ变             | て形                    | 完成，“V了”（只用于过去时） | ikiru（活） → ikite-kita（活了）                                      |
| kuru（来）                         | カ变             | て形                    | 结果，“V了起来”             | kotonaru（不同） → kotonatte-kuru（变得不同）                         |
| hajimeru（开始）                   | 下一段           | 非瞬间动词 连用形       | “V开始了”，“开始V”          | kaku（写） → kaki-hajimeru（开始写）                                  |
| hajimeru（开始）                   | 下一段           | 瞬间、主语为复数 连用形 | “V开始了”，“开始V”          | tsuku（到达） → tsuki-hajimeru（都开始到达了）                        |
| dasu（发出）                       | 五段             | 连用形                  | “开始V”                     | kagayaku（发出光芒） → kagayaki-dasu（开始发出光芒）                  |
| miru（看）                         | 五段             | て形                    | “尝试V”                     | suru（做） → shite-miru（试着做）                                     |
| naosu（纠正、治愈）                | 五段             | 连用形                  | “再做V，纠正错误”           | kaku（写） → kaki-naosu（重写）                                       |
| agaru（升起）                      | 五段             | 连用形                  | “完全V”/“V起”               | tatsu（站） → tachi-agaru（站起） dekiru（出现） → deki-agaru（完成） |
| eru/uru（得到、有可能）            | （见下面的注释） | 连用形                  | 表示可能                    | aru（有） → ariuru（可能）                                            |
| kakaru/kakeru（挂、陷入）          | 五段             | 非意向自动词 连用形     | “要V”，“几乎要V”， “开始V”  | oboreru（溺水） → obore-kakeru（要溺水了）                            |
| kiru（切）                         | 五段             | 连用形                  | “全V完”                     | taberu（吃） → tabe-kiru（全吃完）                                    |
| kesu“消除”                         | 五段             | 连用形                  | “通过V抹去” “以V否认”       | momu（揉搓） → momi-kesu（搓灭、封杀）                                |
| komu（表示进入，某种状态继续加深） | 五段             | 连用形                  | “深入V”，“V进”              | hanasu（谈话） → hanashi-komu（长谈）                                 |
| sageru（降下）                     | 下一段           | 连用形                  | "V下"                       | hiku（拉） → hiki-sageru（拉下）                                      |
| sugiru（经过、超过）               | 上一段           | 连用形                  | “过度V”                     | iu“说” → ii-sugiru（说得过火）                                        |
| tsukeru（安上）                    | 下一段           | 连用形                  | “习惯于V”                   | iku（去） → iki-tsukeru（习惯于去）                                   |
| tsuzukeru（继续）                  | 下一段           | 连用形                  | “保持V”                     | furu（降落，如雨等） → furi-tsuzukeru（一直下）                       |
| tōsu（通行、领进）                 | 五段             | 连用形                  | “完成VN”                    | yomu（读） → yomi-tōsu（通读）                                        |
| nukeru（脱落、漏掉）               | 下一段           | 自动词 连用形           | “V着穿过”                   | hashiru（跑） → hashiri-nukeru（跑着穿过）                            |
| nokosu（留下）                     | 五段             | 连用形                  | 做V，一些留在一边           | omou（考虑） → omoi-nokosu（后悔，字面上是留有一些要考虑）            |
| nokoru（残留）                     | 五段             | 自动词 连用形           | 留下来V                     | ikiru（活） → iki-nokoru（幸存，即留下来活着）                        |
| wakeru（分开）                     | 下一段           | 连用形                  | V的合适方式                 | tsukau（使用） → tsukai-wakeru（灵活使用）                            |
| wasureru（忘记）                   | 下一段           | 连用形                  | 忘记V                       | kiku（问） → kiki-wasureru（忘记问）                                  |

- 注： eru/uru是现代日语中唯一的下二段活用（而且与古典日语中的下二段活用不同），其活用为：未然形，连用形，终止形或，连体形，假定形，命令形或。

## 延伸阅读
- Bloch, Bernard. (1946). Studies in colloquial Japanese I: Inflection. Journal of the American Oriental Society, 66, 97–109.
- Bloch, Bernard. (1946). Studies in colloquial Japanese II: Syntax. Language, 22, 200–248.
- Chafe, William L. (1976). Giveness, contrastiveness, definiteness, subjects, topics, and point of view. In C. Li (Ed.), Subject and topic (pp. 25–56). New York: Academic Press. ISBN 0-12-447350-4.
- Jorden, Eleanor Harz（英语：Eleanor Harz Jorden）, Noda, Mari. (1987). Japanese: The Spoken Language（英语：Japanese: The Spoken Language）
- Katsuki-Pestemer, Noriko. (2009): A Grammar of Classical Japanese. München: LINCOM. ISBN 978-3-929075-68-7.
- Kiyose, Gisaburo N. (1995). Japanese Grammar: A New Approach. Kyoto: Kyoto University Press. ISBN 4-87698-016-0.
- Kuno, Susumu. (1973). The structure of the Japanese language. Cambridge, MA: MIT Press. ISBN 0-262-11049-0.
- Kuno, Susumu. (1976). Subject, theme, and the speaker's empathy: A re-examination of relativization phenomena. In Charles N. Li (Ed.), Subject and topic (pp. 417–444). New York: Academic Press. ISBN 0-12-447350-4.
- Makino, Seiichi & Tsutsui, Michio. (1986). A dictionary of basic Japanese grammar. Japan Times. ISBN 4-7890-0454-6
- Makino, Seiichi & Tsutsui, Michio. (1995). A dictionary of intermediate Japanese grammar. Japan Times. ISBN 4-7890-0775-8
- Martin, Samuel E. (1975). A reference grammar of Japanese. New Haven: Yale University Press. ISBN 0-300-01813-4.
- McClain, Yoko Matsuoka. (1981). Handbook of modern Japanese grammar: 口語日本文法便覧 [Kōgo Nihon bunpō benran]. Tokyo: Hokuseido Press. ISBN 4-590-00570-0; ISBN 0-89346-149-0.
- Mizutani, Osamu; & Mizutani, Nobuko. (1987). How to be polite in Japanese: 日本語の敬語 [Nihongo no keigo]. Tokyo: Japan Times. ISBN 4-7890-0338-8.
- Shibatani, Masayoshi. (1990). Japanese. In B. Comrie (Ed.), The major languages of east and south-east Asia. London: Routledge. ISBN 0-415-04739-0.
- Shibatani, Masayoshi. (1990). The languages of Japan. Cambridge: Cambridge University Press. ISBN 0-521-36070-6 (hbk); ISBN 0-521-36918-5 (pbk).
- Shibamoto, Janet S. (1985). Japanese women's language. New York: Academic Press. ISBN 0-12-640030-X. Graduate Level
- Tsujimura, Natsuko. (1996). An introduction to Japanese linguistics. Cambridge, MA: Blackwell Publishers. ISBN 0-631-19855-5 (hbk); ISBN 0-631-19856-3 (pbk). Upper Level Textbooks
- Tsujimura, Natsuko. (Ed.) (1999). The handbook of Japanese linguistics. Malden, MA: Blackwell Publishers. ISBN 0-631-20504-7. Readings/Anthologies
- 顾明耀 等. (1997 第一版) (2004 第二版) 《标准日语语法》高等教育出版社. ISBN 7-04-014354-2.